# البطولات الوطنية الأمريكية 1941 (كرة مضرب)
قائمة بالأبطال في 1941 البطولات الوطنية الأمريكية لكرة المضرب (المعروفة الآن باسم أمريكا المفتوحة):

## الكبار

### فردي رجال
بوبي ريجز هزم  فرانك كوفاكس 5-7 6-1 6-3 6-3

### فردي سيدات
ساره بالفري كوك هزم  باولينا باتز آدي 7-5, 6-2